# 沈彤 (1968年)
沈彤（1968年7月30日—）, 男，祖籍江苏，生于北京，美国纽约作家和投資人。1989年六四事件的學生領袖之一 ，1989年美国新闻周刊（Newsweek）風雲人物之一。20世纪90年代後期成為軟體和媒體企業家，并担任美国诗人与作家协会理事(Poets & Writers)。目前為NYU FILM學院訪問學者。

## 生平
沈彤在1968年出生于北京，祖籍江苏。他從1986年到1989年在北京大學生物系求學期間任官方學生會聯絡部長，曾经参与1985、1986、1988年等北京学潮（有北大同學如王有才等認為他與官方關係密切），1989年成為六四事件學生領袖之一，曾在4月底任北大學生籌委會常委（孔慶東為召集人，隨後不久因與校黨委關係曖昧，而在5月1日二人一同被籌委會罷免）、北大新闻中心负责人、北京高校学生对话代表团协调人。他還是當時北大的學生社團奥林匹亚科学院的成員。
沈彤赴美后，獲頒Wien獎學金在布兰戴斯大学攻讀生物學。其後在哈佛大學及波士頓大學攻讀政治哲學和社會學博士。
他的《幾乎是場革命》一書出版於1990年，多次再版至今，記錄他在中國長大的回憶錄和他在民主運動中的經歷。就此他开始了多元化的寫作，包括中英文政治評論、学术論文、雜文、電影評論、文藝散文和電影劇本，及以筆名在中國出版。
沈彤也在90年代中期建立高等教育和文化交流的非营利機構。他的媒體企業在電視制作业有双碧媒體制作公司，並在北京投資書店和出版机构，他和索洛斯George Soros的开放社会研究所及中欧大学在布達佩斯共同創立一個以自由派學者、新聞工作者、作家、和教育人士為主的研究中心研究探討轉型社會;并曾资助倾向,與Allen Ginsberg，Susan Sontag，and Elie Wiesel 等作家及中國流亡詩人創辦文學雜誌。
於1990年代， 他曾参与投資經營B&B Media Production， 主要投資北京的書店及出版事業，B&B曾製作過數部膾炙人口的谈话和综艺节目， 包括“实话实说” 曾於當時段得到收視第一。2007 年時，在拉斯維加斯舉行的“National Association of broadcasters”中演說，便得他推廣的“Context Media”得到大眾注目。
沈彤2000從麻州搬到紐約，專注於他的媒體事業和寫作。至2011年他任职萬視科技VFinity公司總裁。萬視科技經營多媒體和多語種查尋，媒體制作，歸檔和媒體發行的軟體工具和Web應用程序。美國《財富》雜誌2007年曾報導他將視頻監控軟件賣給中國政府，該軟件有利於中共監控異議人士。
2008年他被選為美国诗人与作家协会理事會的數位委員會委員，2009年当选正式理事，兼任数位和组织两委员会委员。

## 家庭
沈彤目前住在加拿大，有一兒兩女。他的父親曾是北京外语学院讲师，后任职北京市人民政府外事处，母親是醫生。其父和姐姐沈清都曾就讀于北京大學。

## 創作
在電影及電視方面，沈彤身兼數職，曾為演員、製片及影展召集人。1986年出演一个叫许淑贤的人，由宁和导演胡宗温主演，並得到第六屆飞天獎。1992年時與Arte, ABC News及 Jean-Fransois Bizot共同製作Clandestins en Chine，於巴黎首映。2000年時和Sharif Atkins合演 “ Out of Exile”。2014年在纽约大学电影电视学院任访问学者。
寫作方面，他的《幾乎是場革命》一書出版於1990年，記錄他在中國長大的回憶錄和他在民主運動中的經歷。就此他开始了多元化的寫作，包括中英文政治評論、学术論文、雜文、電影評論、文藝散文和電影劇本，及以筆名在中國出版。 並於1991年得到聖安布羅斯大學榮譽博士學位。
沈彤也在90年代中期在布達佩斯建立高等教育和文化交流的非营利機構， 是一個以自由派學者、新聞工作者、作家、和教育人士為主的研究中心研究探討社會轉型， 並曾獲得索洛斯George Soros的Open Society Institute之資助。及與Allen Ginsberg，Susan Sontag，and Elie Wiesel 等作家及中國流亡詩人創辦文學雜誌。

## 慈善、社運、政治活動
八九學運期間，沈彤在北京大学当选五人常委，（其他四人分别是博士生王池英、硕士生孔慶東、封从德、本科生王丹。孔庆东担任召集人）新聞中心負責人，和中國政法大學的項小吉一起擔任北京高校學生對話團共同召集人。由於當時他已獲得麻省Brandeis大學入學許可，因此得以合法身份在六四前離開北京，流亡美國。於抵美不久後，即於位於Newton, MA 之Walker Center 召開記者會， 讓大眾了解天安門事件之前因後果。
他之後和美國政要、民間人士、及其他流亡人士成立民主基金會Democracy for China Fund,包括馬丁路德金夫人Coretta Scott King, 美國參議院、美國總統奧巴馬任內的國務卿约翰·克里, 美國眾議院議長蘭希·佩洛西,凱利·肯尼迪等。  
1992年時他和其他民運人士回到中國時遭到中國政府逮捕， 在被監禁兩個月後，因美國國會， 總統柯林頓，羅馬教廷及歐洲國家之國際輿論壓力下，中國政府釋放沈彤。他原於1993年5月中美貿易協定簽訂前受邀於聯合國媒體倶樂部演講，但因為中國政府施壓而取消。他並和中國民運人士劉曉波， 吾爾開希， 胡平， 西藏精神領袖達賴喇嘛， 台灣總統馬英九有來往。曾在三一九枪击案之后积极参与2004新野百合學運和族群平等聯盟台湾社运。公开支持2014年占领台湾立法院的太阳花学运 
2011年，沈彤參與「佔領華爾街」運動 ，被認為是運動的主要非暴力原則的代表人物，強調社媒、社運交互的運動發展 ，著力全美國的組織建設和廣泛聯盟 ，以及策略性宣傳 。2013年3月，沈彤曾經到香港一遊。